# バニ・ハッターブ
バニ・ハッターブはハワル部族連合を起源とする、サハラ奴隷交易で繁栄した豊かなイバード派王朝である。バニ・ハッターブはフェザーンのザウィラと周辺のオアシスを918/919年から1172〜1177年の間、アルメニア系マムルークのカラクシュに略奪され、征服されるまで支配していた。 カラクシュによって引き起こされた政情不安はドゥナマ・ディバラミの治世下でフェザーンの支配を握り、新たな重要拠点をザウィラの数マイル西のトラガンに建設したカネムに利用された。
バニ・ハッターブはのちの15世紀に、ハフス朝の名目上の支配の下でフェザーンを再び支配した。